# Косово поле (межигір'я)

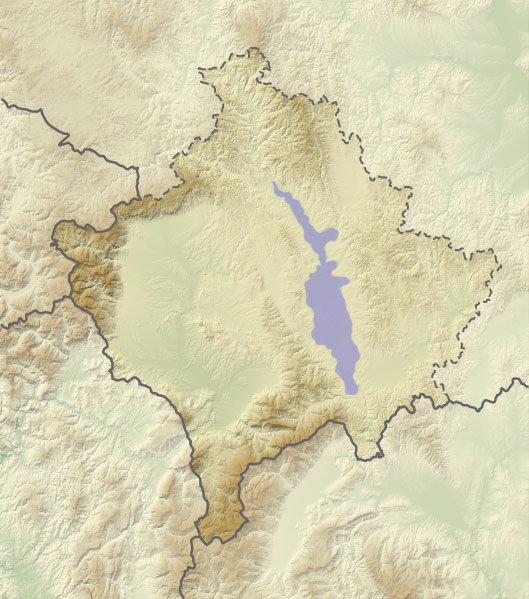
Приблизні межі «Косова поля» на мапі краю Косово і Метохія

Косово поле (серб. Косово поље, алб. Fushë Kosovë) — межигірська улоговина на Динарському нагір'ї. Місцевість на Косовому полі недалеко від Пріштіни відома як місце великої битви сербських і османських військ у 1389 році. Тому, у більш вузькому значенні під «Косовим полем» іноді розуміється місце цієї битви.
На північ від Косового поля розташований гірський масив Копаоник, а на південь — Шар-Планина.
За назвою місцевості отримали назву місто, османський вілаєт, і географічний регіон.

## Назва
У наближеному перекладі з сербської мови «Косово» означає «земля чорних дроздів» (з сербської «кос» перекладається як «чорний дрізд»), албанською — Rrafshi i Kosovës або Fusha e Kosovës.

## Географічний опис
Розташовується на території географічного регіону Косово. Відповідно до конституції Сербії, регіон Косово входить до складу Сербії як автономний край Косово і Метохія. Фактично, Косово є частково визнаною державою, територія якого Сербією практично не контролюється.
Улоговина, розташована на висоті 500—700 метрів над рівнем моря, обмежена хребтами Копаоник на півночі, й Шар-Планина на півдні. Її довжина становить 84 км, а ширина доходить до 14 км. Являє собою горбисту рівнину, складену переважно давніми озерними і річковими відкладеннями. Дренується системою річки Ситниця.
В улоговині розташовані міста Приштина, Косовська Митровиця, Феріжай.

## Історичні відомості
На теренах Косова поля зараз стоїть Газиместан — пам'ятний знак.

## Міста
- Приштина
- Косово Поле (місто)
- Косовська Митровиця
- Г'їлані
- Феріжай

## У творах мистецтва
- Пісня «Косове поле» гурту «Кипелов»